# 碼頭

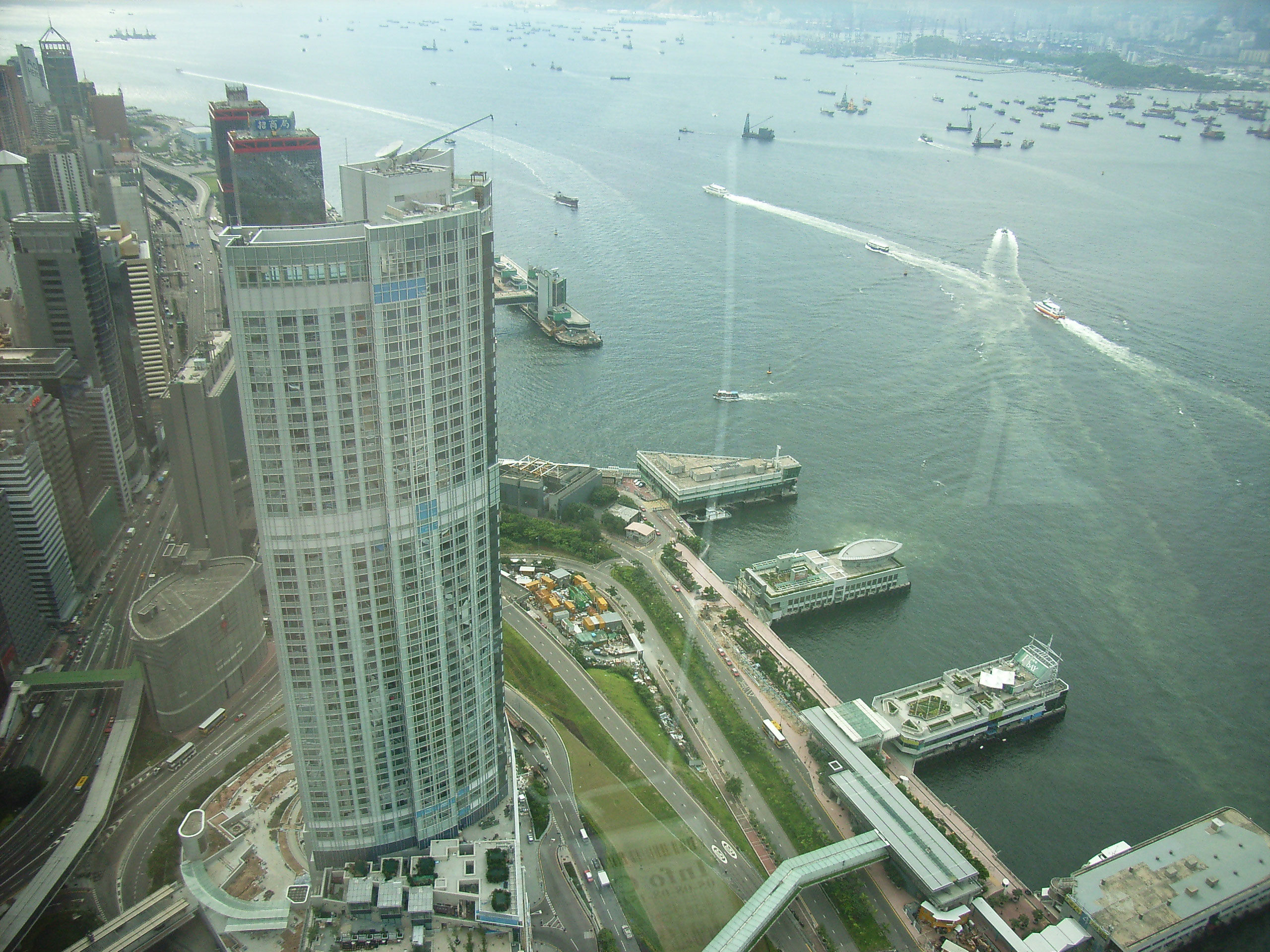
香港中環渡輪碼頭

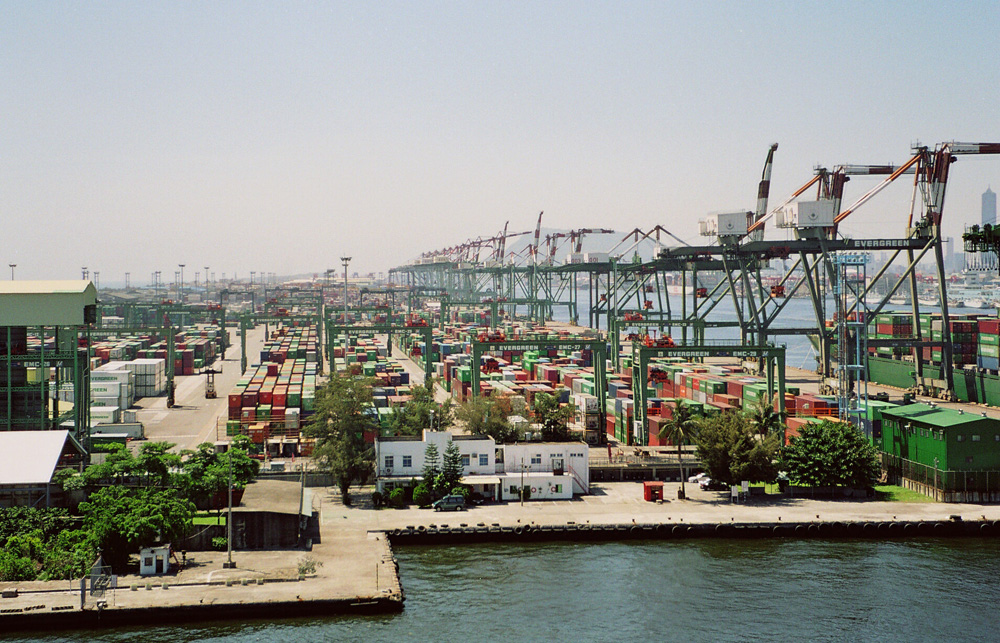
高雄港的貨櫃碼頭

碼頭又稱渡頭、渡口、埠頭，是一條由岸邊伸往水中的長堤，也可能只是一排由岸上伸入水中的樓梯，它多數是人造的土木工程建築物，也可能是天然形成的。人類利用碼頭，作為渡輪泊岸上落乘客及貨物之用，其次還可能是吸引遊人，及約會集合的地標。
在碼頭常見的有郵輪、渡輪、貨櫃船、倉庫、海關、浮橋、海鷗、魚市、海濱長廊、車站、餐廳、或者商場等。

## 種類和用途
以用途分類為：

### 客運碼頭
客運碼頭主要是讓乘客上落船，小型的客運碼頭可能只可以供街渡、快艇等小型船隻泊岸，而大型的客運碼頭，例如：郵輪碼頭，可供大型郵輪泊岸。

### 貨運碼頭

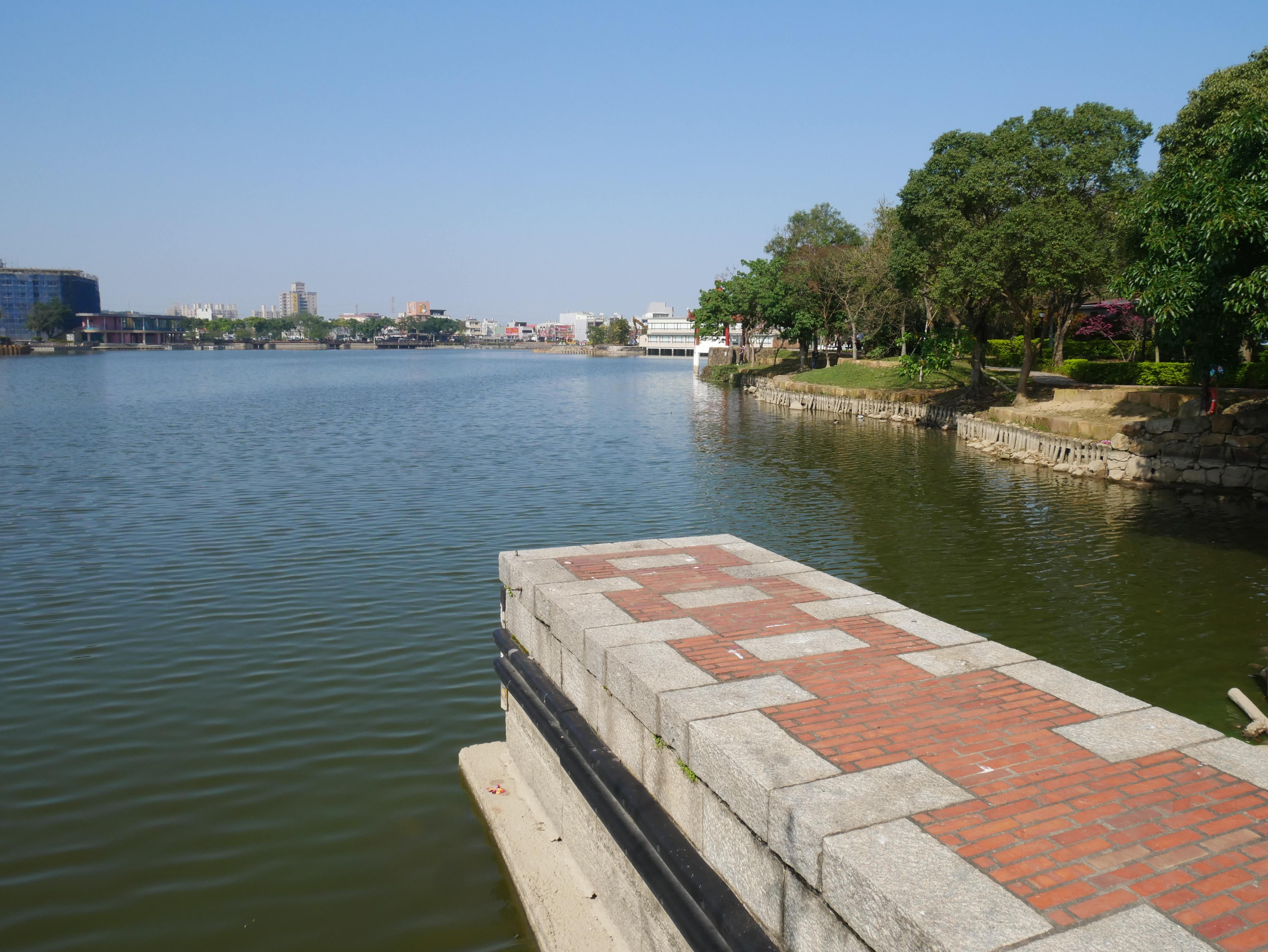
龍潭大池南岸碼頭

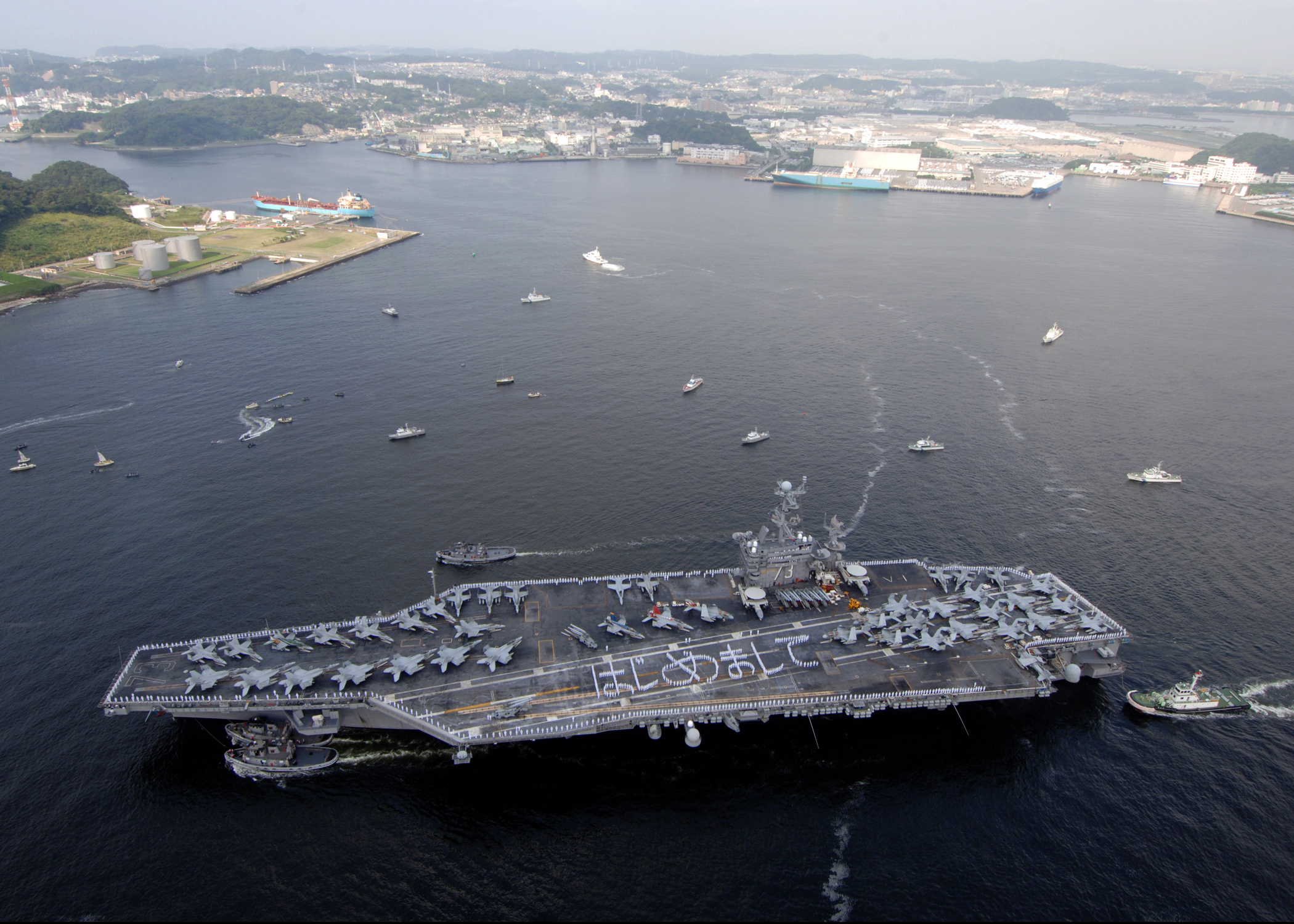
美國海軍在日本的橫須賀軍港

貨運碼頭主要是用作裝卸貨物，以用途和使用權分類，可分作公眾貨運碼頭、貨櫃碼頭、油品碼頭、礦產碼頭、內河貨運碼頭和普通貨運碼頭等。

### 汽車碼頭
汽車碼頭是供一些特別的船泊岸（多為大型特製船舶），以讓在陸上的汽車上船，在船上的汽車下船之用。

### 遊艇碼頭
遊艇碼頭是供游艇泊岸的碼頭，多數是由某一遊艇會所擁有。

### 漁人碼頭
參見漁人碼頭

### 海軍碼頭
海軍碼頭又称軍用碼頭，是海軍的軍艦停泊、補給的地方，多數守備森嚴。

## 著名的碼頭
- 加拿大：Pier 21
- 波蘭：格但斯克港
- 比利時：安特衛普港
- 荷蘭：鹿特丹港
- 英國：菲力斯杜港、南安普敦港
- 新加坡：滨海南码头 Marina South Pier
- 臺灣：淡水碼頭、漁人碼頭、大稻埕
- 香港：啟德郵輪碼頭、尖沙咀天星碼頭、海運大廈、灣仔碼頭、港澳碼頭、葵涌貨櫃碼頭。
- 澳門：外港客運碼頭
- 中國大陸：珠三角廣州市天字碼頭、長三角上海港等。